# Wachet auf, ruft uns die Stimme, BWV 140

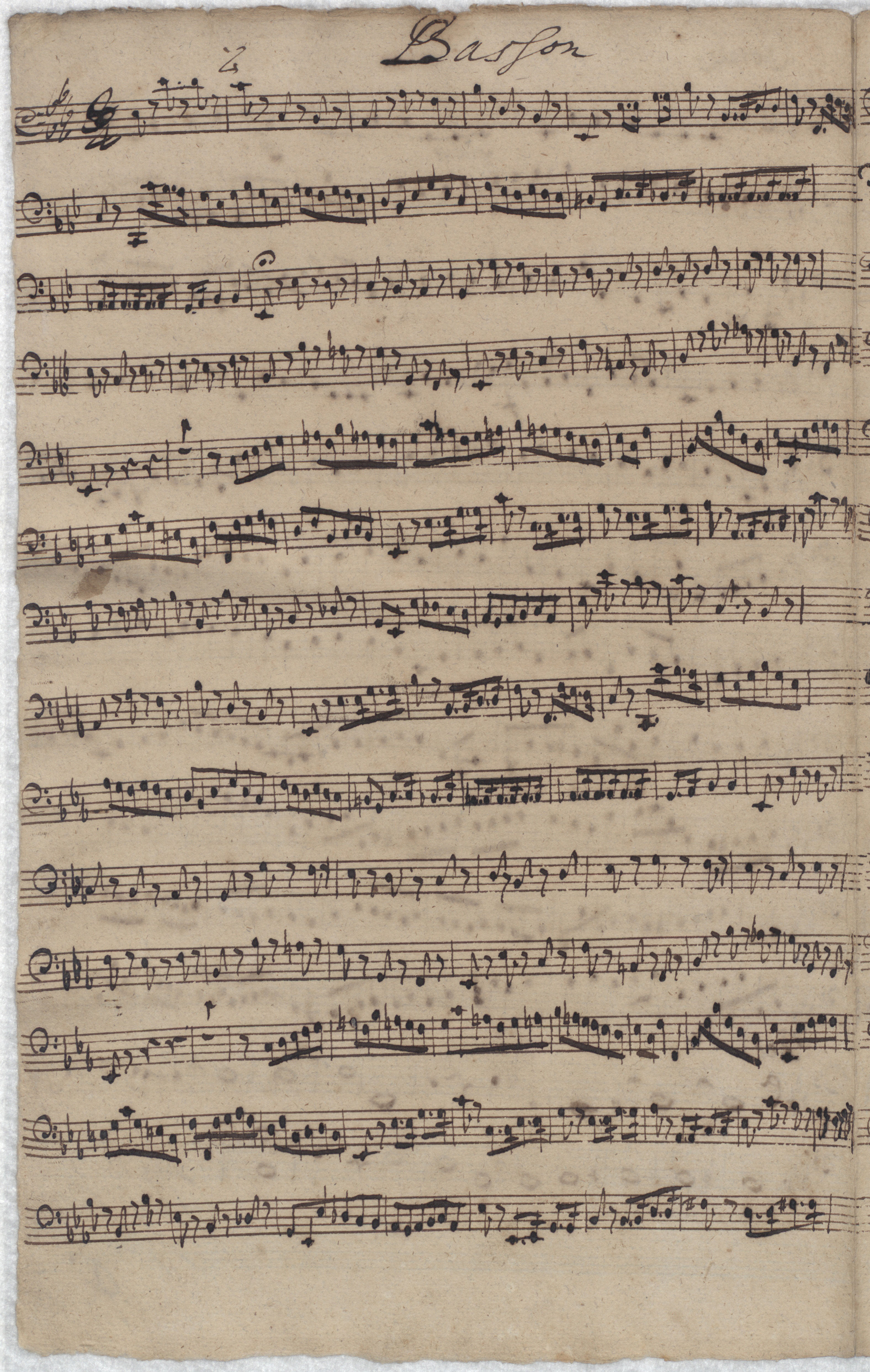
La parte de fagot de la Cantata, BWV 140 autógrafa de Bach de los archivos de Thomaskirche.

Wachet auf, ruft uns die Stimme, BWV 140 (Despertad, nos llama la voz) es una cantata de iglesia escrita por Johann Sebastian Bach en Leipzig para el vigésimo séptimo domingo después de la Trinidad y estrenada el 25 de noviembre de 1731. Está basada en el himno homónimo escrito por Philipp Nicolai en 1599. El cuarto movimiento de la cantata es la base para la primera de Corales Schübler, BWV 645 de Bach. La cantata es una adición tardía al ciclo de cantatas corales de Bach, con la poesía adicional para dos dúos de Jesús y el alma que amplían el tema del himno.

## Historia
El XXVII domingo después de la Trinidad tiene lugar solamente cuando la Pascua es extremadamente pronto. Forma parte del ciclo anual de cantatas corales que había comenzado en 1724.
La lecturas establecidas para ese día eran la Primera epístola a los tesalonicenses (1Tesalonicenses 5:1–11) y la parábola de las diez vírgenes del Evangelio de San Mateo (Mateo). Esta cantata coral está basada en el coral luterano de tres estrofas «Wachet auf, ruft uns die Stimme» de Philipp Nicolai que está basado en el sermón. El texto de las tres estrofas aparece inalterado en los movimientos 1, 4 y 7, mientras que un autor desconocido suministra la poesía de los movimientos 2 y 3, 5 y 6, tanto una secuencia de recitativo y dúo. Hace referencia a la poesía amorosa del Cantar de los Cantares, que muestra a Jesús como el esposo del Alma. De acuerdo con Christoph Wolff, el texto ya estaba disponible cuando Bach compuso su ciclo de cantatas corales.
La primera interpretación tuvo lugar el 25 de noviembre de 1731. Bach interpretó la cantata sólo una vez, en la principal iglesia de Leipzig, la iglesia de San Nicolás (en alemán „Nikolaikirche“) el 25 de noviembre de 1731. Conforme a Christoph Wolff, Bach la interpretó sólo una vez aunque el 27.º domingo después de la Trinidad se produjo una vez más durante su cargo en Leipzig, en 1742. Posteriormente utilizó el cuarto movimiento de la cantata como base para la primera de sus Corales Schübler, BWV 645.

## Análisis

### Instrumentación
La obra está escrita para tres solistas vocales: soprano (el Alma), tenor (Narrador) y bajo (Jesús); un coro a cuatro voces; trompa, dos oboes, taille, violino piccolo, dos violines, viola y bajo continuo.

### Estructura
Consta de siete movimientos, con una duración de unos 20-30 minutos:
1. Coral: Wachet auf, ruft uns die Stimme (Despertad, nos llama la voz)
2. Recitativo (tenor): Er kommt (Ya viene)
3. Aria (soprano, bajo): Wenn kömmst du, mein Heil? (¿Cuándo vendrás, mi Salvador?)
4. Coral (tenor): Zion hört die Wächter singen (Sión oye cantar a los vigías)
5. Recitativo: So geh herein zu mir (Ven a mí)
6. Aria (soprano, bajo): Mein Freund ist mein! (Mi amigo es mío)
7. Coral: Gloria sei dir gesungen (Gloria canten a ti)

El primer movimiento es una fantasía coral basada en el primer verso del coral, un rasgo común de las cantatas corales tempranas de Bach. Está en mi bemol mayor. El cantus firmus es cantado por la soprano. La orquesta toca el material independiente basado en principalmente dos motivos: un ritmo con puntillo y una escala ascendente "con cambios de acento sincopados". Las voces graves se incorporan en imágenes de música polifónica inusualmente libre como las frecuentes llamadas «wach auf!» (despertad !) y «¡Wo, wo?» (dónde, dónde?) y largos melismas en un fugato en «Halleluja».
El segundo movimiento es un recitativo para tenor como un narrador que llama a las «Töchter Zions» (hijas de Sión). En el siguiente dúo con violino piccolo obbligato, la soprano representa el Alma y el bajo es la vox Christi (voz de Jesús). El cuarto movimiento, basado en el segundo verso del coral, está escrito en el estilo de un preludio coral, con las frases de coral cantadas como un cantus firmus por los tenores (o por el solista tenor). Tales voces van entrando de forma intermitente contra un melodía lírica tocada al unísono por los violines (sin el violino piccolo) y la viola, acompañados por el bajo continuo. Más adelante Bach transcribió este movimiento para órgano, siendo catalogado como BWV 645. Fue publicado después junto con otras cinco transcripciones que Bach hizo de movimientos de sus cantatas como las Corales Schübler.
El quinto movimiento es un recitativo para bajo, acompañado por las cuerdas. Representa la unidad del novio y la "novia elegida". El sexto movimiento es otro dúo para soprano y bajo con oboe obbligato. Este dúo, al igual que el tercer movimiento, es un dúo de amor entre el Alma (soprano) y Jesús (bajo). Alfred Dürr lo describe como dar "expresión a la alegría de la pareja unida", mostrando un "ambiente relajado" en "intensidad artística". La coral de cierre es un arreglo a cuatro voces de la tercera estrofa del himno. El tono agudo de la melodía es doblado por un violino piccolo una octava por encima, representando la dicha de la "Jerusalén celestial".

## Discografía selecta
De esta pieza se han realizado una serie de grabaciones entre las que destacan las siguientes:
- 1959 – Les Grandes Cantates de J.S. Bach Vol. 4. Fritz Werner, Heinrich-Schütz-Chor Heilbronn, Pforzheim Chamber Orchestra, Ingeborg Reichelt, Helmut Krebs, Franz Kelch (Erato)
- 1960 – Bach Made in Germany Vol. 2. Cantatas IV. Kurt Thomas, Thomanerchor, Gewandhausorchester Leipzig, Elisabeth Grümmer, Hans-Joachim Rotzsch, Theo Adam (Eterna)
- 1962 – J.S. Bach: Cantata No. 140 & 57. Karl Ristenpart, Chorus of the Conservatory of Sarrebruck, Chamber Orchestra of the Saar, Ursula Buckel, Jakob Stämpfli (Accord)
- 1967 – J.S. Bach: Cantatas BWV 140 & 148. Wolfgang Gönnenwein, Süddeutscher Madrigalchor, Consortium Musicum, Elly Ameling, Theo Altmeyer, Hans Sotin (EMI)
- 1970 – Les Grandes Cantates de J.S. Bach Vol. 24. Heinrich-Schütz-Chor Heilbronn, Pforzheim Chamber Orchestra, Hedy Graf, Kurt Huber, Jakob Stämpfli, Fritz Werner (Erato)
- 1984 – J.S. Bach: Das Kantatenwerk Vol. 8. Nikolaus Harnoncourt, Tölzer Knabenchor, Concentus Musicus Wien, Alan Bergius, Kurt Equiluz, Thomas Hampson (Teldec)
- 1990 – J.S. Bach: Cantatas. John Eliot Gardiner, Monteverdi Choir, English Baroque Soloists, Ruth Holton, Anthony Rolfe Johnson, Stephen Varcoe (Archiv Produktion)
- 1995 – J.Ch.F. Bach/ J.S. Bach: Wachet auf, ruft uns die Stimme. Heinz Hennig, Knabenchor Hannover, Barockorchester L'Arco, Marietta Zumbült, Jan Kobow, Peter Frank (Thorofon)
- 2003 – J.S. Bach: Complete Cantatas Vol. 21. Ton Koopman, Amsterdam Baroque Orchestra & Choir, Sandrine Piau, James Gilchrist, Klaus Mertens (Antoine Marchand)
- 2011 – J.S. Bach: Wie schön leuchtet der Morgenstern. BWV 1, 48, 78 & 140. Karl-Friedrich Beringer, Windsbacher Knabenchor, Deutsche Kammer-Virtuosen Berlin, Sibylla Rubens, Rebecca Martin, Markus Schäfer, Klaus Mertens (Sony Music)